# Phyllophaga huachuca
Phyllophaga huachuca är en skalbaggsart som beskrevs av Saylor 1940. Phyllophaga huachuca ingår i släktet Phyllophaga och familjen Melolonthidae. Inga underarter finns listade i Catalogue of Life.